# Vierschanzentournee 1981/82
Die 30. Vierschanzentournee 1981/82 war Teil des Skisprung-Weltcups 1981/1982.
Das Springen in Oberstdorf fand am 30. Dezember 1981 statt, am 1. Januar 1982 das Springen in Garmisch-Partenkirchen und am 4. Januar 1982 das Springen in Innsbruck. Die Abschlussveranstaltung in Bischofshofen wurde am 6. Januar 1982 durchgeführt. Manfred Deckert aus der DDR gewann die Tournee vor den Norwegern Roger Ruud und Per Bergerud.

## Nominierte Athleten
In der Weltmeisterschaftssaison war die Tournee nach dem Auftaktspringen des Weltcups in Cortina d’Ampezzo die erste richtige Bewährungsprobe der Skisprungsaison. Folgerichtig entsandten alle wichtigen Sprungnationen ihre besten Springer, allen voran die Österreicher, die mit Hubert Neuper den Gewinner der zwei letzten Tourneen und mit Armin Kogler den Gewinner der ersten Skisprung-Weltcupsaion in ihren Reihen hatten. Die Finnen brachten mit Kari Ylianttila und Pentti Kokkonen immerhin zwei Tourneesieger sowie mit Jouko Törmänen den amtierenden Olympiasieger von der Großschanze an den Start. Hinzu waren mit Matti Nykänen als amtierender Juniorenweltmeister und Markku Pusenius zwei junge hoffnungsvolle Talente nominiert. Die Norweger hatten mit Roger Ruud immerhin den Weltcupzweiten der Vorsaison im Aufgebot, mit Per Bergerud, Johan Sætre oder auch Ole Bremseth war man aber auch in der Breite gut aufgestellt. Außenseiterchancen hatte der starke Kanadier Horst Bulau, Dritter des vorjährigen Weltcups und der Japaner Masahiro Akimoto, der mit einem dritten Platz beim Weltcupauftakt in Cortina und dem Sieg beim Weihnnachtsspringen in St. Moritz aufhorchen ließ. Blieben noch die beiden deutschen Mannschaften. Bei der DSV-Auswahl um Auswahltrainer Ewald Roscher reizte man wieder die zulässige Maximalzahl an Startern pro Ausrichterland aus, insgesamt sprangen 16 Athleten, von denen aber keiner im Vorfeld in den Verdacht geriet, mit dem Turniersieg etwas zu tun zu haben. Bei den DDR-Verantwortlichen war nach einem sehr erfolgreichen Jahrzehnt mit Tourneesiegen von Jochen Danneberg oder Hans-Georg Aschenbach nach dem Debakel bei der letzten Tournee Ernüchertung eingetreten. Dies führte zu einem Wechsel des Auswahltrainers, der Oberwiesenthaler Gotthard Trommler wurde vom Thüringer Hans-Dieter Grellmann abgelöst. Hinzu kamen die Rücktritte von Danneberg und Falko Weißpflog sowie die verletzungsbedingten Ausfälle von den Routiniers Henry Glaß und Harald Duschek, welcher bei Glaß sogar zum Karriereende führte. So nominierte Auswahltrainer Grellmann bei diesem faktischen Neustart nur vier Springer vom SC Dynamo Klingenthal. Mit Holger Freitag war dabei nur ein Vorjahresneuling übriggeblieben, mit Matthias Buse hatte man aber immerhin einen Weltmeister im Team. Zudem hatte der Silbermedaillengewinner von Lake Placid, Manfred Deckert, Mitte Dezember 1981 die Springertournee der Freundschaft in Harrachov gewonnen und zeigte sich in guter Form.
| Nation             | Athleten |
| ------------------ | --- |
| BR Deutschland     | Thomas Klauser, Georg Waldvogel, Peter Rohwein, Andreas Bauer, Joachim Ernst, Peter Schwinghammer, Wolfgang Steiert, Lorenz Wegscheider, Uli Boll, Thomas Haßlberger, Thomas Ihle, Thomas Prosser, Josef Heumann, Andreas Geiger, Frank Sternkopf, Christoph Schwarz |
| DDR                | Klaus Ostwald, Mathias Buse, Manfred Deckert, Holger Freitag |
| Österreich         | Andreas Felder, Franz Wiegele, Richard Schallert, Ernst Vettori, Armin Kogler, Hubert Neuper, Adolf Hirner, Hans Wallner, Manfred Steiner, Claus Tuchscherer, Heinz Koch, Fritz EsserAlfred Groyer, Bernhard Zauner, Rupert Hirner, Norbert Leitner                  |
| Finnland           | Matti Nykänen, Kari Ylianttila, Jouko Törmänen, Markku Reijonen, Pentti Kokkonen, Markku Pusenius, Jari Puikkonen |
| Frankreich         | Gérard Colin, Philippe Jacoberger, Patric Dubiez, Bernard Guillaume |
| Italien            | Batista Carli, Lido Tomasi, Massimo Rigoni |
| Japan              | Nobuo Nakatsu, Masaru Nagaoka, Satoru Matsuhashi, Chiharu Nishikata, Masahiro Akimoto, Hirokazu Yagi |
| Jugoslawien        | Miran Tepeš, Vasja Bajc, Rajko Lotrič, Primož Ulaga |
| Kanada             | Horst Bulau, Steve Collins, Ron Richards |
| Norwegen           | Dag Jensen Holmen, Roger Ruud, Olav Hansson, Per Bergerud, Johan Sætre, Ole Bremseth Halvor Asphol, Ivar Mobekk |
| Schweden           | Anders Daun, Per Balkaasen, Bo Andersson, Seppo Toivonen |
| Schweiz            | Roland Glas, Paul Egloff, Benito Bonetti, Hansjörg Sumi |
| Sowjetunion        | Leonid Komarow, Wladimir Tschernjajew, Andrei Schakirow, Gennadi Prokopenko, Igor Morosov, Sergej Muchin |
| Spanien            | José Rivera, Juan Meno |
| Tschechoslowakei   | Ján Tánczos, Josef Samek, František Novák, Miro Slušný |
| Ungarn             | László Fischer, Gábor Gellér |
| Vereinigte Staaten | Jeff Hastings, Reed Zuehlke, John Broman, John Denney |

## Oberstdorf
Vor dem Auftaktspringen hatten der Japaner Akimoto mit 110 m und der junge bundesdeutsche Springer Andreas Bauer mit 111 m im Training auf sich aufmerksam gemacht. Am Sprungtag selbst kam es einmal mehr zur Windlotterie, die auch vor den Topathleten nicht Halt machte. Hatten die ersten etwa 50 Springer noch übliche Aufwindthermik, begann sich danach der Wind zu drehen und drückte nun als Rückenwind die Springer vorzeitig nach unten. Reihenweise fanden sich nun vermeintliche Siegfavoriten bereits nach Durchgang Eins auf unerwarteten Rängen wie Neuper oder Puikkonen auf Platz 20, Deckert auf Rang 16 oder Ostwald gar auf Rang 36. Umgekehrt fielen auch im zweiten Durchgang bis dahin gut platzierte Springer dem Wind zum Opfer, so rutschte der führende Roger Ruud noch auf Platz Neun und der Zweitplatzierte Mathias Buse nach einem 80-Meter-Sprung gar auf Rang 41! Als Überraschung war bereits nach dem ersten Durchgang das Abschneiden der beiden bundesdeutschen Springer Thomas Prosser und Christoph Schwarz zu sehen, Prosser sprang wie der Finne Nykänen die zweitgrößte Tagesweite. Am Ende gelang ihm durch einen stabilen zweiten Sprung über 99,5 ein überraschender dritter Platz, was seine beste Einzelplatzierung seiner Karriere in Weltcup-Springen bleiben sollte. Am besten kam der Finne Matti Nykänen mit den Bedingungen zurecht und gewann damit sein erstes Springen bei der Tournee. Er verwies den Klingenthaler Manfred Deckert, der sich als einer der wenigen Springer im Felde im zweiten Durchgang steigern konnte, denkbar knapp mit 0,6 Punkten Vorsprung auf den zweiten Platz. Nach diesem doch eher überraschenden Ausgang waren einige Siegträume schon geplatzt, vor allem im Lager der Österreicher. Mit Platz 28 zum Auftakt konnte Hubert Neuper seinen dritten Tourneesieg quasi schon abschreiben.
- Datum: 30. Dezember 1981
- Land:  BR Deutschland
- Schanze: Schattenbergschanze

| Pos. | Springer            | Land           | Punkte |
| ---- | ------------------- | -------------- | ------ |
| 01   | Matti Nykänen       | Finnland       | 239,9  |
| 02   | Manfred Deckert     | DDR            | 239,3  |
| 03   | Thomas Prosser      | BR Deutschland | 233,2  |
| 04   | Kari Ylianttila     | Finnland       | 226,0  |
| 05   | Christoph Schwarz   | BR Deutschland | 225,4  |
| 06   | Dag Holmen-Jensen   | Norwegen       | 223,2  |
| 07   | Primož Ulaga        | Jugoslawien    | 220,2  |
| 08   | Klaus Ostwald       | DDR            | 220,1  |
| 09   | Roger Ruud          | Norwegen       | 219,6  |
| 10   | Johan Sætre         | Norwegen       | 219,5  |
| 10   | Peter Schwinghammer | BR Deutschland | 219,5  |

## Garmisch-Partenkirchen
Das Neujahrsspringen war erneut von Wetterunbilden beeinträchtigt, strömender Regen und Nebel im zweiten Durchgang ließen aber dennoch einen spannenden Wettkampf zu. Erneut war Manfred Deckert einer der beiden Hauptakteure des Tages und erneut musste er mit dem zweiten Platz vorlieb nehmen. Diesmal war es der Norweger Roger Ruud, der letztlich nur durch bessere Haltungsnoten das Springen mit 0,4 Vorsprung für sich entscheiden konnte. Und auch in Garmisch ließ die junge bundesdeutsche Mannschaft aufhorchen, Andreas Bauer kam auf dem 3. Platz ein. Ein sechster Platz von Christoph Schwarz rundete das starke Auftreten der Roscher-Schützlinge ab, Schwarz lag damit in der Gesamtwertung an vierter Stelle. Auftaktsieger Matti Nykänen verpatzte seinen zweiten Sprung etwas, so dass es diesmal nur zu Platz fünf reichte. Nach den ersten beiden Sprungwettbewerben führte nun Manfred Deckert vor Nykänen und Ruud in der Gesamtwertung.
- Datum: 1. Januar 1982
- Land:  BR Deutschland
- Schanze: Große Olympiaschanze

| Zwischenstand nach 2 Springen | Zwischenstand nach 2 Springen | Zwischenstand nach 2 Springen |
| Pos.                          | Springer                      | Punkte                        |
| ----------------------------- | ----------------------------- | ----------------------------- |
| 01.                           | Deckert                       | 475,9                         |
| 02.                           | Nykänen                       | 468,1                         |
| 03.                           | Ruud                          | 456,6                         |
| 04.                           | Schwarz                       | 452,9                         |
| 05.                           | Ylianttila                    | 438,7                         |
| 06.                           | Asphol                        | 435,6                         |

| Pos. | Springer          | Land           | Punkte |
| ---- | ----------------- | -------------- | ------ |
| 01   | Roger Ruud        | Norwegen       | 237,0  |
| 02   | Manfred Deckert   | DDR            | 236,6  |
| 03   | Andreas Bauer     | BR Deutschland | 232,4  |
| 04   | Per Bergerud      | Norwegen       | 232,0  |
| 05   | Matti Nykänen     | Finnland       | 228,2  |
| 06   | Christoph Schwarz | BR Deutschland | 227,5  |
| 07   | Alfred Groyer     | Österreich     | 222,9  |
| 08   | Halvor Asphol     | Norwegen       | 222,4  |
| 09   | Olav Hansson      | Norwegen       | 222,2  |
| 09   | Hubert Neuper     | Österreich     | 222,2  |

## Innsbruck
Bei warmen Temperaturen, aber Windstille erlebten 25.000 Zuschauer an der Olympiaschanze ein hochklassiges Springen, was mit einem Novum endete. Erstmals gab es am Bergisel zwei Sieger. Die Klasse zeigte sich bereits im ersten Durchgang, da Platz Eins und Sechs nur 2,7 Punkte voneinander getrennt waren. Führender war der erneut starke bundesdeutsche Springer Andreas Bauer, dem ein 106-Meter-Sprung gelang. Nachdem für den zweiten Durchgang der Anlauf um einen halben Meter verlängert worden war, waren nun die absprungkräftigen Springer im Vorteil und so sprang Manfred Deckert von Platz Acht an die Spitze. Allerdings musste er sich den Platz mit dem stilistisch besser springenden Norweger Per Bergerud teilen. Dritter wurde der Sieger von Garmisch, Roger Ruud, der jedoch nur hauchdünne 0,2 Punkte hinter dem Spitzenduo lag. Damit hatte die norwegische Mannschaft, von der auch noch zwei weitere Springer in die Top Ten sprangen, eindrucksvoll ihre gute Form vor der WM im eigenen Land unter Beweis gestellt. Andreas Bauer belegte einen guten vierten Platz und Christoph Schwarz kam durch einen elften Platz in der Tageswertung in der Gesamtwertung auf Platz Drei ein, dies war schon lange keinem bundesdeutschen Springer mehr vergönnt. Auch in Österreich hellten sich die Mienen etwas auf, waren doch erstmals drei Springer in die Top Ten der Tageswertung gesprungen. In der Gesamtwertung konnte Deckert seine Führung ausbauen, da Nykänen bei seinem zweiten Sprung in den Schnee griff und mit Platz 32 in der Tageswertung nun in der Gesamtwertung hoffnungslos zurückfiel. Ärgster Verfolger war nun der Norweger Ruud, der aber schon fast 20 Punkte Rückstand auf Deckert hatte.
- Datum: 3. Januar 1982
- Land:  Österreich
- Schanze: Bergiselschanze

| Zwischenstand nach 3 Springen | Zwischenstand nach 3 Springen | Zwischenstand nach 3 Springen |
| Pos.                          | Springer                      | Punkte                        |
| ----------------------------- | ----------------------------- | ----------------------------- |
| 01.                           | Deckert                       | 719,4                         |
| 02.                           | Ruud                          | 699,9                         |
| 03.                           | Schwarz                       | 682,5                         |
| 04.                           | Nykänen                       | 677,2                         |
| 05.                           | Bauer                         | 673,0                         |
| 06.                           | Bergerud                      | 670,8                         |

| Pos. | Springer          | Land           | Punkte |
| ---- | ----------------- | -------------- | ------ |
| 01   | Manfred Deckert   | DDR            | 243,5  |
| 01   | Per Bergerud      | Norwegen       | 243,5  |
| 03   | Roger Ruud        | Norwegen       | 243,3  |
| 04   | Andreas Bauer     | BR Deutschland | 241,7  |
| 05   | Matthias Buse     | DDR            | 234,4  |
| 05   | Alfred Groyer     | Österreich     | 234,4  |
| 07   | Johan Sætre       | Norwegen       | 233,9  |
| 08   | Hubert Neuper     | Österreich     | 233,3  |
| 09   | Dag Holmen-Jensen | Norwegen       | 231,9  |
| 10   | Ernst Vettori     | Österreich     | 230,6  |

## Bischofshofen
Bei Dauerregen gelang den bis dahin nicht erfolgsverwöhnten Österreichern schließlich doch noch der ersehnte Tagessieg. Dem zweimalige Tourneesieger Hubert Neuper, der sich von Springen zu Springen gesteigert hatte, gelangen zwei stilistisch saubere Sprünge mit fast identischen Weiten, die am Ende 1,6 Vorsprung vor dem Norweger Aspohl bedeuteten. Mit dem dritten Platz von Armin Kogler und Platz 7 von Rupert Hirner zeigten die Österreicher auch in Erwartung des ersten offiziellen Mannschaftswettbewerbes bei einer WM eine starke Mannschaftsleistung. Diese zeigte mit den Plätzen Fünf, Sechs und Zehn erstmals auch die DDR-Auswahl sowie die Norweger, die gleich vier ihrer Springer in den Top Ten unterbrachten. Da aber ausgerechnet der bestplatzierte Roger Ruud mit Platz 19 in der Tageswertung patzte, war Manfred Deckert der Gesamtsieg nicht mehr zu nehmen. Dementsprechend sprang der Klingenthaler nach Platz 12 im ersten Durchgang befreit auf und kam mit der besten Weite im 2. Durchgang von 103,5 m noch auf dem 5. Platz ein.
- Datum: 6. Januar 1982
- Land:  Österreich
- Schanze: Paul-Außerleitner-Schanze

| Pos. | Springer          | Land       | Punkte |
| ---- | ----------------- | ---------- | ------ |
| 01   | Hubert Neuper     | Österreich | 240,5  |
| 02   | Halvor Asphol     | Norwegen   | 238,4  |
| 03   | Armin Kogler      | Österreich | 237,6  |
| 04   | Per Bergerud      | Norwegen   | 237,1  |
| 05   | Manfred Deckert   | DDR        | 232,0  |
| 06   | Klaus Ostwald     | DDR        | 229,4  |
| 07   | Dag Holmen-Jensen | Norwegen   | 225,2  |
| 07   | Rupert Hirner     | Österreich | 225,2  |
| 09   | Ole Bremseth      | Norwegen   | 225,0  |
| 10   | Matthias Buse     | DDR        | 224,4  |

## Endstand
Nachdem Jochen Danneberg 1977 den letzten Tourneesieg für die DDR holen konnte, zeigten die Springer vom Aschberg, das wieder mit ihnen zu rechnen war. Die kleine, aber feine, nur vierköpfige DDR-Auswahl hatte mit dem sprunggewaltigen Manfred Deckert ihr Aushängeschild, der die Tournee letztlich souverän gewann. Den Grundstein dafür hatte Deckert bereits in Oberstdorf gelegt, wenngleich er noch von der Unbeständigkeit des jungen Nykänen profitierte. Insbesondere die starke norwegische Mannschaft zeigte sich vor der WM im eigenen Land in beachtlicher Frühform und blieb Deckert in Gestalt von Roger Rudd und Per Bergerud auf den Fersen. Erst der Patzer Ruuds beim letzten Springen ließ den Vorsprung für Deckert anwachsen. Auf dem aufsteigenden Ast befand sich auch die Mannschaft aus Österreich um Auswahltrainer Max Golser. Schwach in die Tournee gestartet, konnte sich vor allem der zweifache Tourneegewinner Hubert Neuper steigern und das Springen in Bischofshofen sogar gewinnen. Bei der WM am Holmenkollen stand dann aber vor allem Teamkamerad Armin Kogler im Rampenlicht, der einen kompletten Medaillensatz abräumte. Bei der WM zeigten sich auch die Finnen verbessert. Hatte Nykänen den Tourneeauftakt in Oberstdorf noch gewonnen, so musste er bei den weiteren Springen Lehrgeld bezahlen. In Oslo wurde er dann jedoch Weltmeister von der Großschanze und gewann Bronze mit der Mannschaft. Die DDR-Auswahl ging in Oslo jedoch leer aus. Der Tourneesieg Deckerts und ein Weltcupsieg von Klaus Ostwald sollten die einzigen nennenswerten internationalen Erfolge in der Skisprungsaison 1981/82 bleiben. Die Tourneeüberraschung schlechthin war hingegen die bundesdeutsche Auswahl um Trainer Ewald Roscher. Das teilweise noch sehr junge Team konnte bei der Tournee durch Thomas Prosser und Andreas Bauer zwei dritte Plätze feiern. Seit Franz Keller 1967 in Innsbruck waren das die ersten bundesdeutschen Podestplatzierungen. Mit Christoph Schwarz auf Rang Vier und Andreas Bauer auf Rang Sieben konnte die bundesdeutsche Auswahl erstmals seit 1963 wieder zwei Springer unter den besten Zehn in der Tourneegesamtwertung unterbringen. Speziell Andreas Bauer hätte bei einer Platzierung unter den ersten Zehn in Oberstdorf sogar aufs Treppchen in der Gesamtwertung springen können.
| Rang | Name              | Nation         | Gesamt- wertung | Oberst- dorf | Garmisch- Partenk.- | Inns- bruck | Bischofs- hofen |
| ---- | ----------------- | -------------- | --------------- | ------------ | ------------------- | ----------- | --------------- |
| 01   | Manfred Deckert   | DDR            | 951,4           | 239,3/ 02.   | 236,2 / 02.         | 243,5 / 01. | 232,0 / 05.     |
| 02   | Roger Ruud        | Norwegen       | 915,4           | 219,6 / 06.  | 237,0 / 01.         | 243,3/ 03.  | 215,5 / 19.     |
| 03   | Per Bergerud      | Norwegen       | 907,9           | 195,3 / 37.  | 232,0 / 04.         | 243,5 / 01. | 237,1 / 04.     |
| 04   | Christoph Schwarz | BR Deutschland | 904,5           | 225,4 / 05.  | 227,5 / 06.         | 229,6 / 11. | 222,0 / 11.     |
| 05   | Hubert Neuper     | Österreich     | 897,8           | 201,8 / 28.  | 222,2 / 09.         | 233,3 / 08. | 240,5 / 01      |
| 05   | Halvor Asphol     | Norwegen       | 897,8           | 213,2 / 17.  | 224,4 /08.          | 223,8 / 14. | 238,4 / 02.     |
| 07   | Andreas Bauer     | BR Deutschland | 894,5           | 198,9 / 34.  | 232,4 / 03.         | 241,7 / 04. | 221,5 / 14      |
| 08   | Dag Holmen-Jensen | Norwegen       | 890,8           | 223,2 / 6.   | 210,5 / 21.         | 231,9 / 09. | 225,2 / 07.     |
| 09   | Alfred Groyer     | Österreich     | 889,2           | 210,1/ 21.   | 222,9 / 07.         | 234,4 / 05. | 221,8 / 13.     |
| 10   | Armin Kogler      | Österreich     | 879,5           | 218,1 / 13.  | 209,9 / 23.         | 213,9 / 24. | 237,6 / 03.     |